# Terndrup Sogn
Terndrup Sogn er et sogn i Rebild Provsti (Aalborg Stift).
I 1901 blev Terndrup Kirke opført som filialkirke, og Terndrup blev et kirkedistrikt i Lyngby Sogn, som hørte til Hellum Herred i Ålborg Amt. Skibsted-Lyngby sognekommune inkl. Terndrup blev ved kommunalreformen i 1970 indlemmet i Skørping Kommune, der ved strukturreformen i 2007 indgik i Rebild Kommune.
Da kirkedistrikterne blev nedlagt 1. oktober 2010, blev Terndrup Kirkedistrikt udskilt som det selvstændige Terndrup Sogn.
Stednavne, se Lyngby Sogn.